# Ixora balakrishnii
Ixora balakrishnii är en måreväxtart som beskrevs av Debendra Bijoy Deb och Rout. Ixora balakrishnii ingår i släktet Ixora och familjen måreväxter. Inga underarter finns listade i Catalogue of Life.